# Lamar Gant
Lamar Gant född 1957,  är en amerikansk styrkelyftare.
Gant slog sitt första världsrekord 1974 då han drog 238 kg i marklyft med en kroppsvikt på 56 kg. När han tävlade i 56 kg klassen var hans bästa resultat 289 kg i marklyft och 142 kg i bänkpress när han gick upp till 60 kg klassen noterade han 270 kg i knäböj, 160 kg i bänkpress och 312 kg i marklyft. Lamar Gant blev den första personen att lyfta fem gånger kroppsvikten i marklyft (300 kg, med en kroppsvikt på 60 kg) och han blev även den första personen att lyfta 12 gånger kroppsvikten totalt.